# Eric Bergoust
Eric Bergoust (Missoula, 27 agosto 1969) è un ex sciatore freestyle statunitense.

## Palmarès

### Olimpiadi
- 1 medaglia:
  - 1 oro (Nagano 1998 nei salti)

### Mondiali
- 2 medaglie:
  - 1 oro (Hasliberg 1999 nei salti)
  - 1 argento (Nagano 1997 nei salti)